# 卡巴比什人
卡巴比什人（阿拉伯语：‎），苏丹共和国南科尔多凡州北方沙漠丛林地带从事游牧的阿拉伯人，人口约有7万。其族源混杂，被认为是一个松散的部落联盟。1821年为土耳其人征服，然后又发生很多变革。传统的卡巴比什人很少从事耕作，主要靠放牧骆驼、绵羊及山羊为生。旱季时，他们聚集在达尔•卡巴比什井水集中处，然后驱赶骆驼及羊群南向科尔多凡中部和达尔福尔，以迎接早期雨季的来临。雨季中他们再回来同早已迁往西北地区的家人团聚。

## 背景
卡巴比什人的主要宗教是伊斯兰教，信奉逊尼派教派。他们追溯到阿拉伯祖先的后裔，并说一种苏丹阿拉伯语。 女性穿着经典的蓝色长布，在身上缠绕了几圈，而男性则穿着白色长袍，宽松的白色裤子和白色头巾。大多数男人会携带匕首或剑，也许还会携带步枪或霰弹枪，因为沙漠生活的严酷以及他们宝贵的存货带来的盗匪威胁。